# Fiat 128
De Fiat 128 is een auto die door FIAT werd geproduceerd tussen 1969 en 1985. De auto werd in 1969 geïntroduceerd als opvolger van de Fiat 1100, in 1978 werd de opvolger Fiat Ritmo gepresenteerd.
De Fiat 128 had een compleet nieuwe constructie, een nieuwe motor en voorwielaandrijving. Met een lengte van 385 cm gaf hij een prima binnenruimte, dit concept zou later door vele autofabrikanten opgevolgd worden. De 128 werd dan ook gekozen tot Auto van het Jaar 1970.

## Modellen
De 128 was leverbaar als twee- en vierdeurs-sedan en als driedeurs-stationcar 128 Familiale. Daarnaast werd een rally-uitvoering aangeboden (met dubbele ronde achterlichten en een licht opgevoerde motor) en een Special (met vierkante koplampen en chromen zijstrips). Vanaf 1971 werd ook een tweedeurs-sportcoupé 128 SL geproduceerd, in 1975 opgevolgd door de 128 3P Berlinetta. In 1976 werden de sedan- en stationwagenuitvoeringen van de 128 gemoderniseerd en kregen ze vierkante koplampen, kunststof-bumpers, grotere achterlichten en een ander dashboard. De stationwagen kreeg daarbij een iets kleinere, eendelige achterzijruit en werd hernoemd in Panorama. De Rally kwam te vervallen en de Special-uitvoering werd opgevolgd door de CL. Een echte sportwagen was de met 128-techniek uitgeruste Fiat X1/9.
Na de presentatie van 128-opvolger Fiat Ritmo in 1978 bleef het model nog tot 1985 in productie in Italië. In totaal produceerde Fiat 3.107.000 exemplaren van de 128, inclusief wereldwijd onder licentie gebouwde modellen.

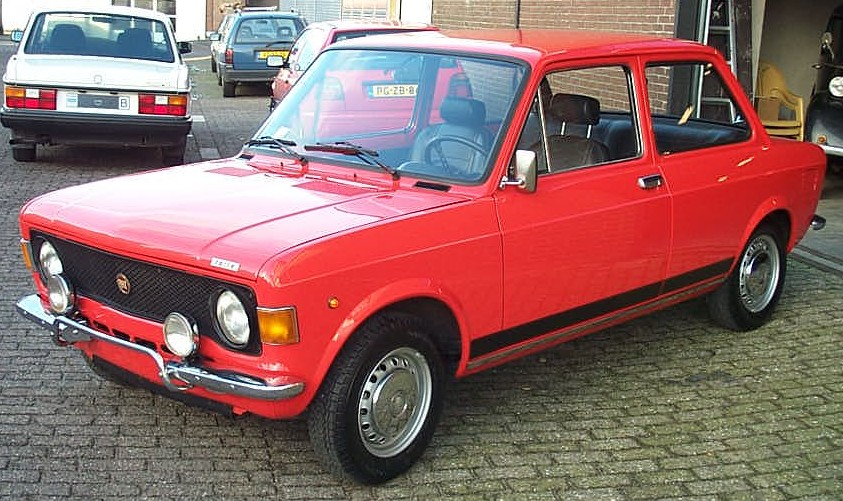
Fiat 128 Rally
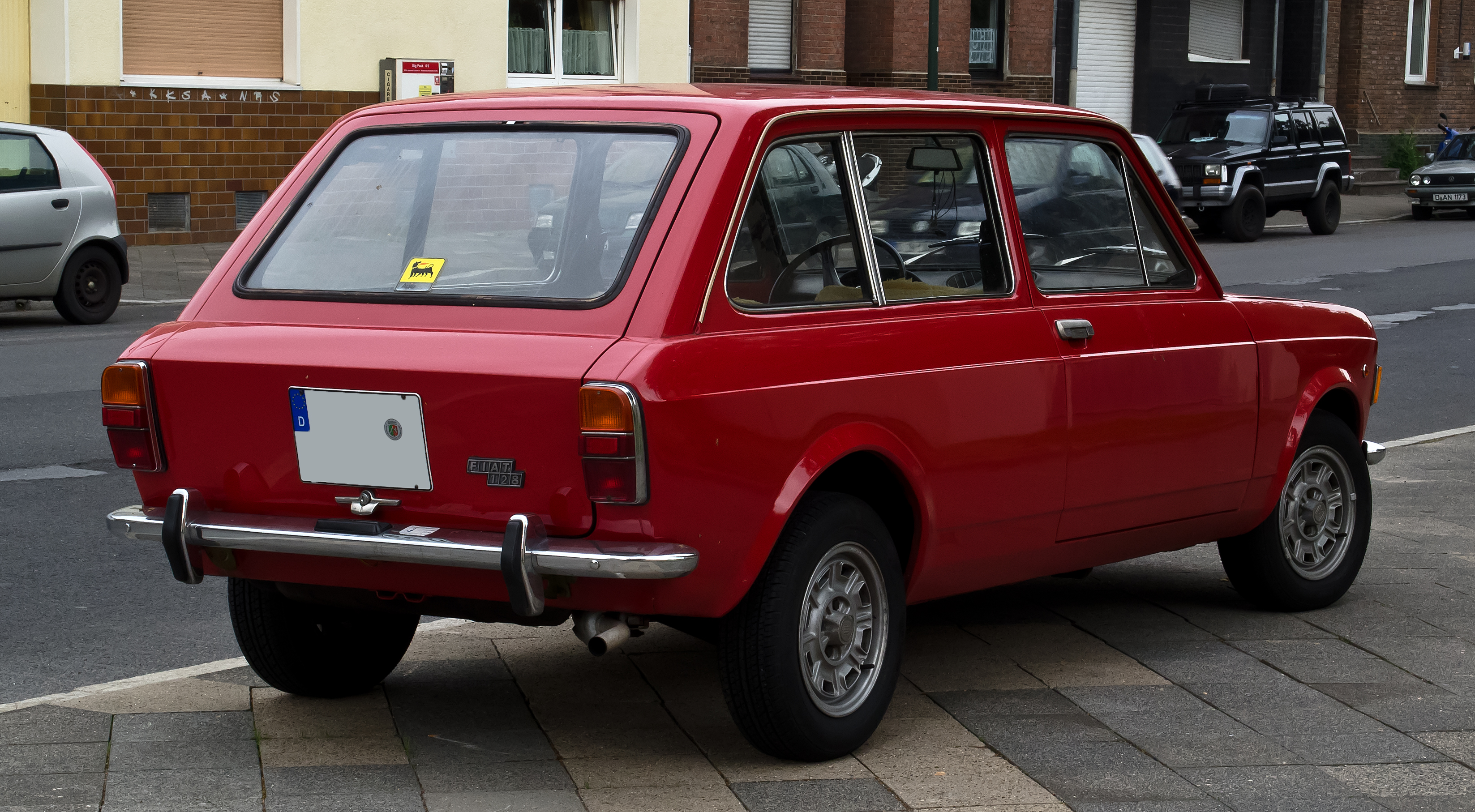
Fiat 128 Familiale
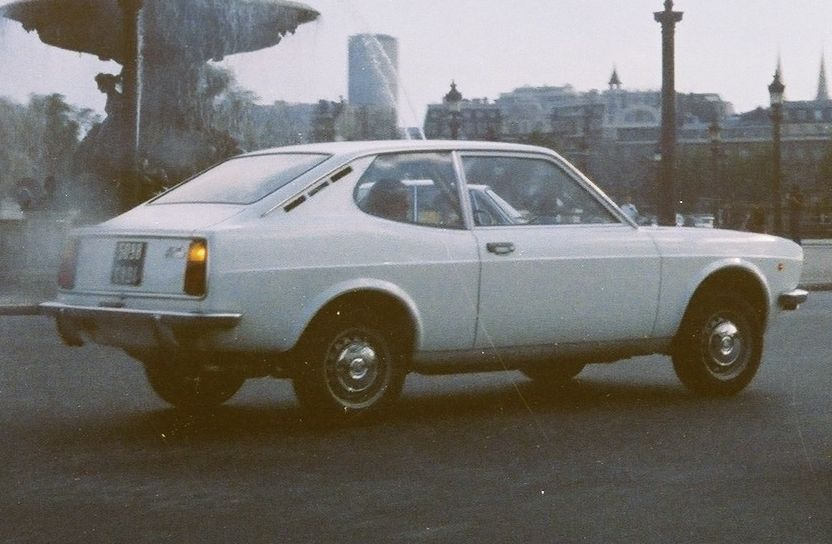
Fiat 128 SL Coupé
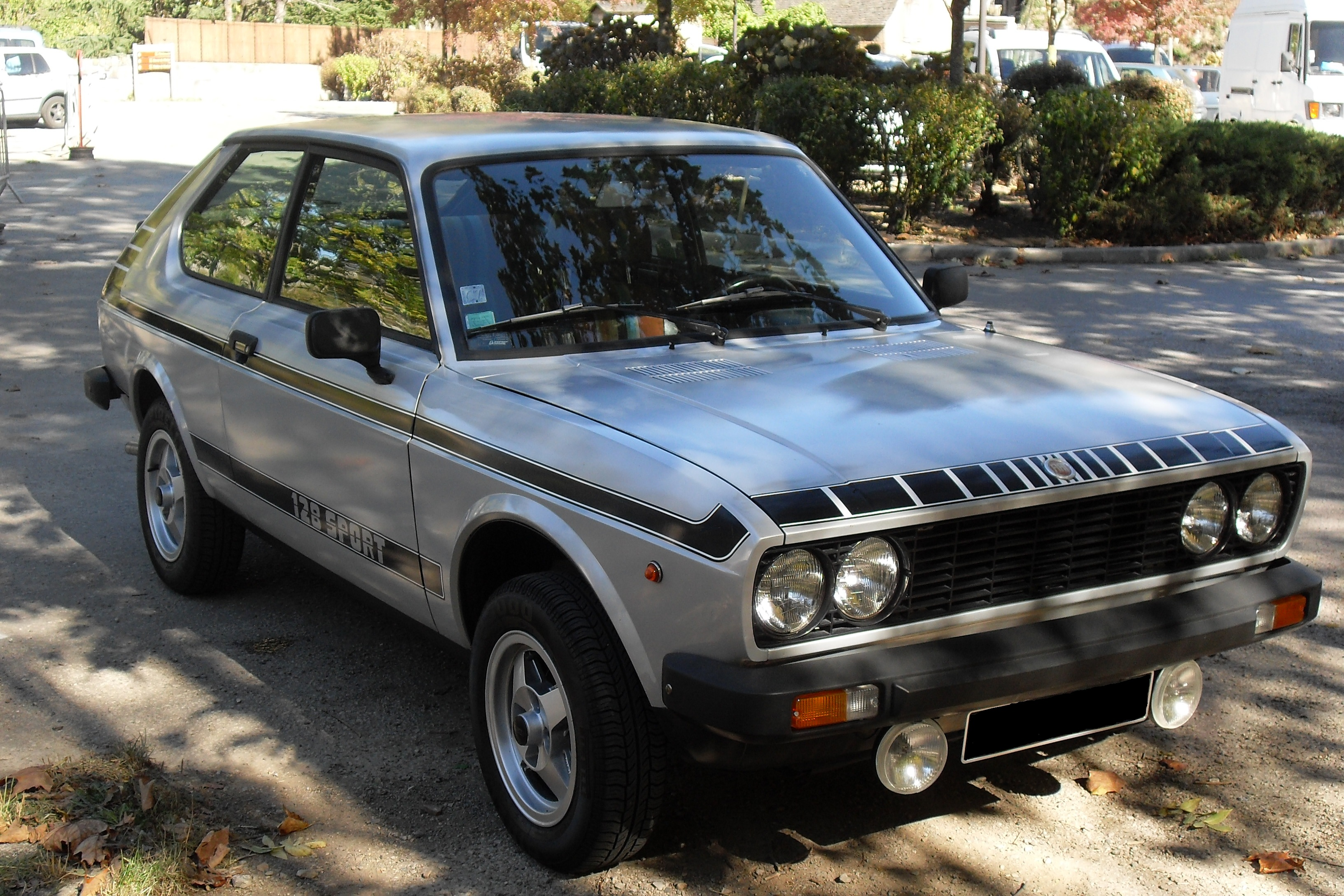
Fiat 128 3P Berlinetta

## Niet-Italiaanse productie

### Zuid-Amerika
Van 1971 tot 1990 werd door Fiat-dochteronderneming Fiat Concord in Argentinië een vijfdeurs-stationcar 128 Rural gebouwd maar niet in Europa aangeboden. In Argentinië werd ook de vierdeurs-sedan geproduceerd, die kreeg in 1983 een facelift en ging verder als Super Europa.
In Colombia werd de 128 geproduceerd door Compañía Colombiana Automotriz in Bogota.

### Spanje
De Seat 128 3P was een in licentie gebouwde 128 3P die door Seat in Spanje vanaf medio 1977 op de markt werd gebracht. De andere modellen van de Fiat 128-serie zijn nooit in Spanje gebouwd. In het voorjaar van 1979 werd de productie van de coupé stopgezet ten gunste van de Seat Ritmo.

### Joegoslavië/Servië
Zastava uit Joegoslavië maakte een in Italië ontworpen maar nooit door Fiat zelf geproduceerde vijfdeurs-hatchback-versie van de 128, de Zastava 101, die al vrij snel naar verschillende landen werd geëxporteerd; in Duitsland werd hij als Fiat 1100 Z verkocht. Eind jaren zeventig werd de typeaanduiding gewijzigd in 1100 en verscheen een driedeursuitvoering, de 1100 Mediteran. Zastava ontwikkelde zelf een pick-up-variant en in 1984 werd ook de vierdeurs-sedanuitvoering van de 128 in productie genomen, de Zastava 128, nadat Fiat zelf de productie hiervan in 1983 staakte. Vanaf 1986 wordt de 1100 verkocht als Zastava 55 GTL (1100 cc) en 65 GTL(1300 cc). In 1988 werd de merknaam Zastava vervangen door Yugo en werden de auto's aangeboden als Yugo Skala. De productie hiervan in Servië werd pas in november 2008 gestaakt.

### Polen
De 128 3P werd enige tijd bij FSO in Polen geassembleerd. Ook werd bij FSO de Zastava 1100 geassembleerd en zo ontstond de Zastava 1100 P.

### Andere landen
In Sri Lanka werd de Fiat 128 tot 1978 geproduceerd bij Upali Motor Company. Vanaf 1978 werd in Zuid-Afrika een speciale variant van de 128 gebouwd: bakkie. Deze 128 had een laadbak met een laadcapaciteit van 500 kg. Van 1979 tot 2009 werd bij Nasr in Egypte de vierdeurs-sedan als CKD-kit geassembleerd, de Nasr 128 GLS. Na 1984 werden hiervoor Zastava-onderdelen gebruikt.

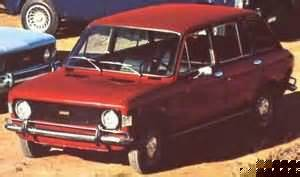
Fiat 128 Rural (Argentinië)
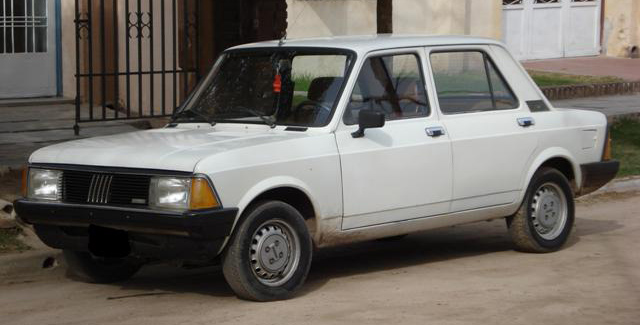
Fiat Super Europa CL (Argentinië)
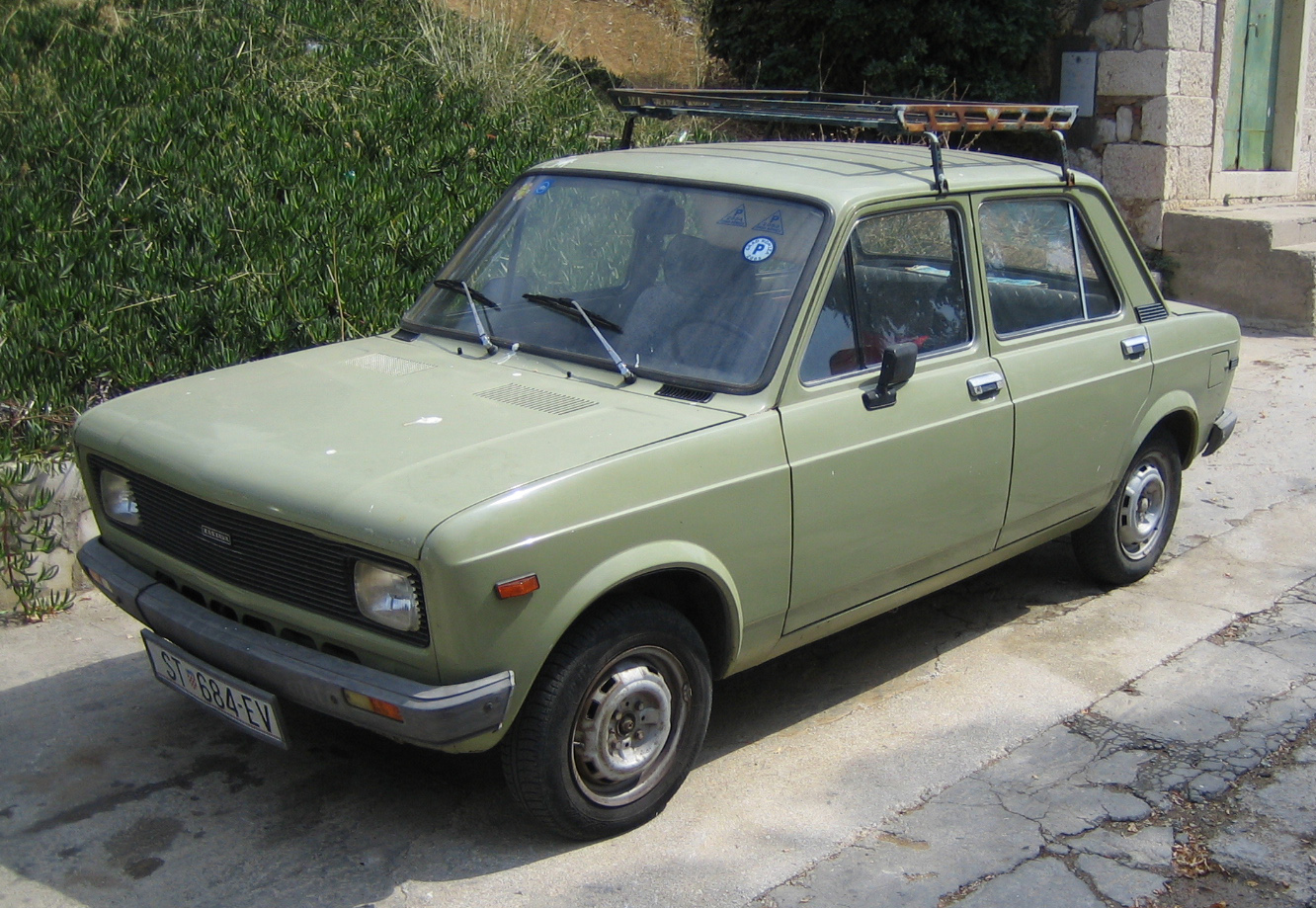
Zastava 128 (Joegoslavië)
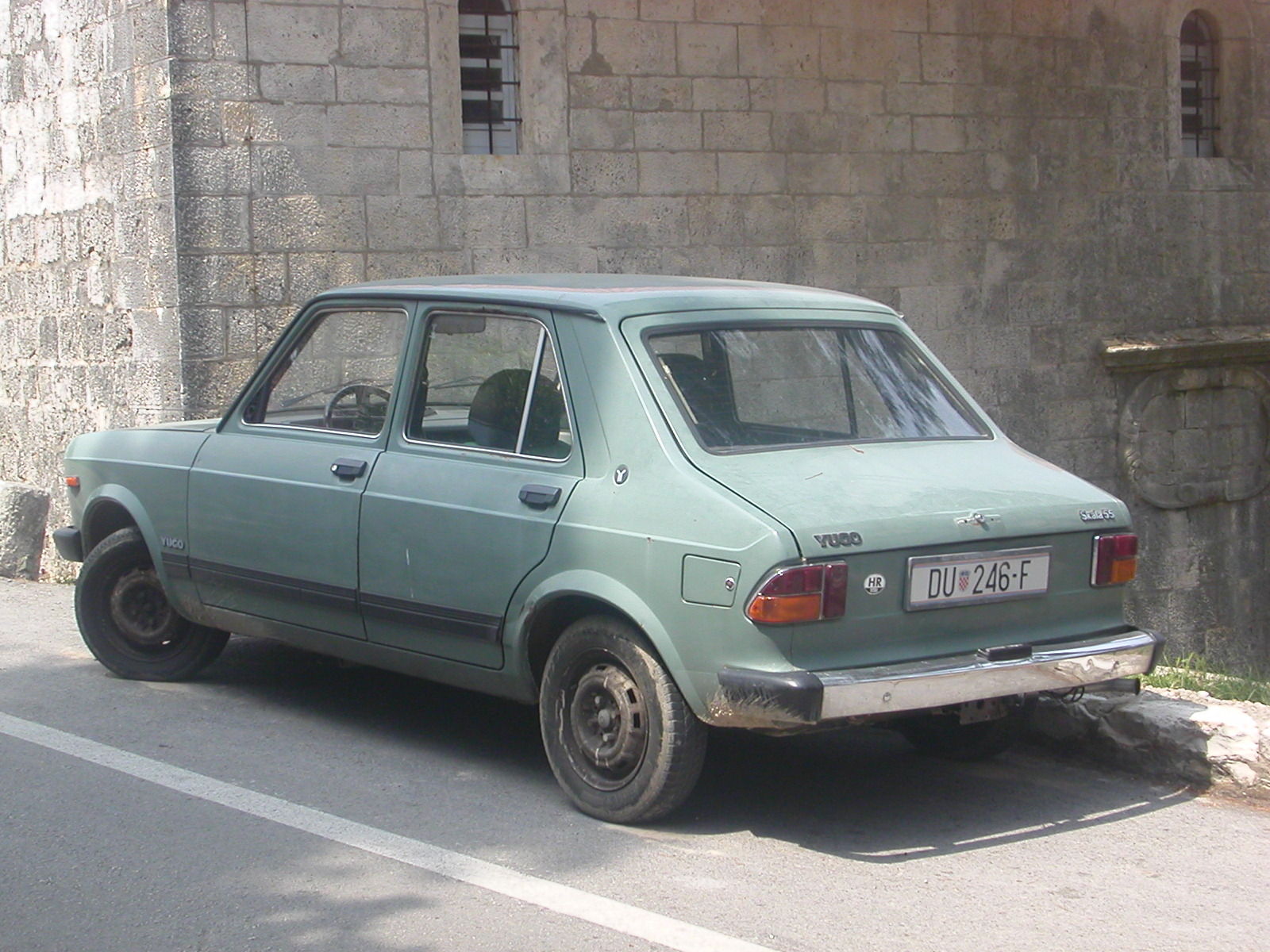
Yugo Skala 55 (Joegoslavië)
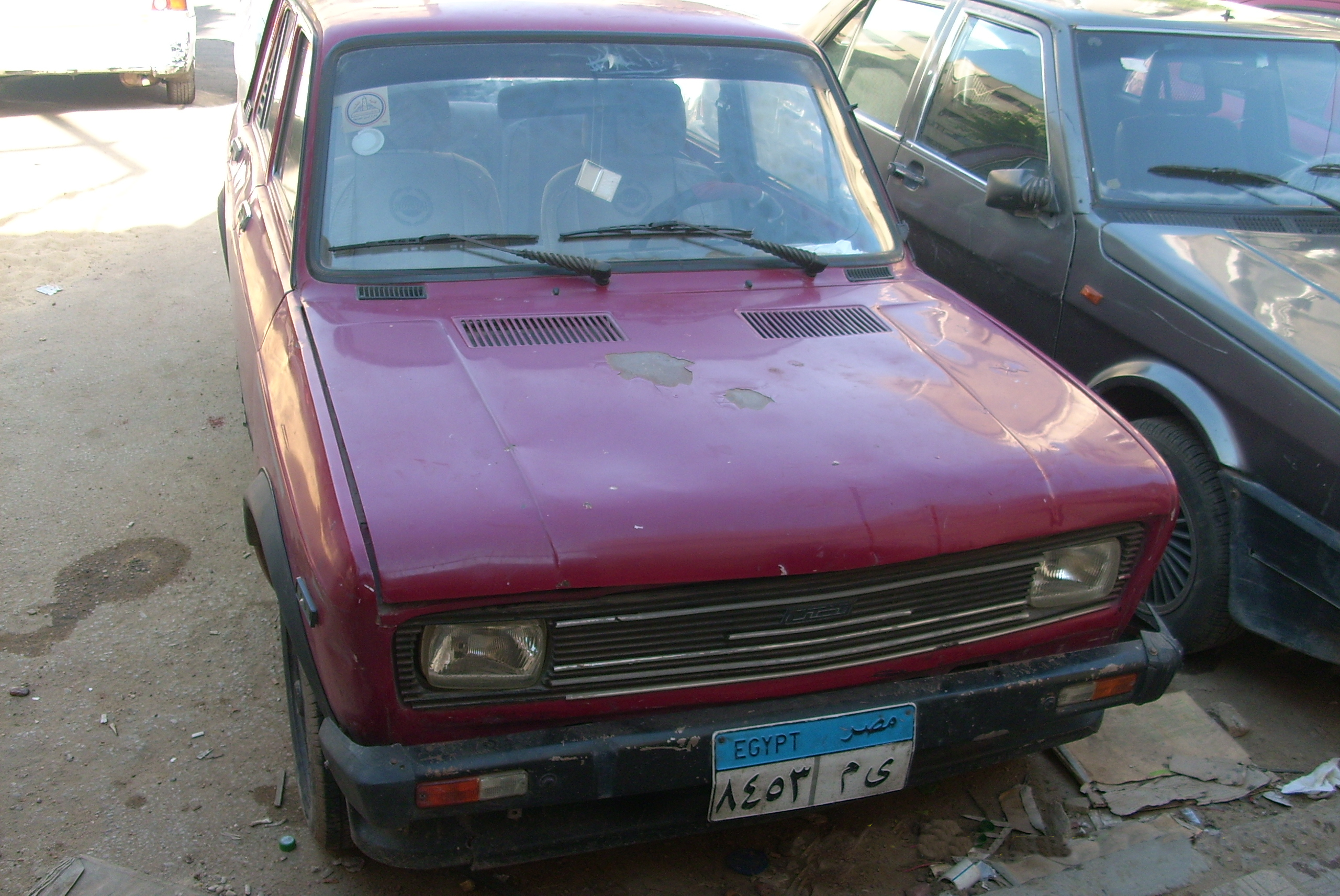
Nasr 128 (Egypte)